# 邓肯 (亚利桑那州)
邓肯（英語：Duncan），是美国亚利桑那州格林利县下属的一座城鎮。面积约为2.16平方英里（约合5.6平方公里）。根据2010年美国人口普查，该市有人口696人，人口密度为323/平方英里。